# Katey Sagal
Catherine Louise Sagal (Hollywood, Kalifornia, 1954. január 19.–) Golden Globe-díjas amerikai színésznő és énekes-dalszerző.
Leginkább televíziós sorozatokból ismert: Az Egy rém rendes család című szituációs komédiában Peggy Bundyként játszott főszerepet, összesen négyszer jelölték Golden Globe-díjra. A Futurama című animációs sorozatban a Leela nevű főszereplő hangját kölcsönözte. A 2000-es évek elején futó Pimaszok, avagy kamaszba nem üt a mennykő című szituációs komédiában szintén fontos szerepet kapott. 
A könnyedebb vígjátékszerepek mellett az FX Kemény motorosok című drámasorozatában Gemma Teller Morrow főszereplőt formálta meg – alakítását 2011-ben Golden Globe-díjjal jutalmazták legjobb női főszereplő (drámasorozat) kategóriában.
Az összesen négyszer házasodott. 2004-ben ment feleségül jelenlegi férjéhez, Kurt Sutter filmeshez, aki a Kemény motorosok című sorozatot is megalkotta.

## Fiatalkora és családja
A kaliforniai Hollywoodban született, szórakoztatóiparban dolgozó családban; édesapja Boris Sagal orosz zsidó emigráns filmrendező, aki az 1960-as években televíziós drámasorozatokat rendezett (ő volt a Homályzóna rendezője is), édesanyja producerként dolgozott. Öccse Joe Sagal, színész. Két húga Jean Sagal és Liz Sagal ikrek. Ők rágógumi reklámokban és a rövid életű Double Trouble című helyzetkomédia sorozatban tűntek fel az 1980-as években. 
A színésznő testvéreivel együtt Los Angeles Brentwood kerületében nevelkedett. Tanulmányait a California Institute of the Artsban végezte a kaliforniai Valencia-ban.

## Pályafutása

### A kezdetek és Peggy Bundy megformálása
Karrierje Hollywoodban kezdődött. 1971 és 1975 között számos tévéfilmben szerepelt, többek között a Columbo című krimisorozat édesapja által rendezett „A bűn jelöltje” című részében. Ebben az időben Bob Dylan, Gene Simmons, Tanya Tucker és más zenészek hátsó vokáljaként énekelt, emellett pedig egy „The Group With No Name” nevű rockzenekar tagja volt. 1979-ben Bette Midler felkérésére együtt turnézott a „The Harlettes” nevű zenekarral is.
1985-ben tért vissza a képernyőre a mindössze egyetlen évadot megért Mary című sorozat egyik szereplőjeként. A sikert az 1987 és 1997 között futó Egy rém rendes család hozta meg a számára, melyben Peggy Bundyt, az anyagilag és szexuálisan egyaránt kielégítetlen, lusta alsó középosztálybeli háziasszonyt alakította. A forgatókönyvírók a szereplőt eredetileg modern feleségként képzelték el. A szereplőválogatáson vörös parókában megjelent színésznő ötlete alapján azonban az 1960-as évek háziasszonyainak paródiájává változtatták.

### AzEgy rém rendes családután
A sorozat által meghozott ismertség révén Katey Sagal több filmben és sorozatban is szerepet kapott. 1999-ben három rész erejéig a That '70s Show című vígjátéksorozatban volt látható Steven Hyde alkoholista anyjaként, miközben a Recess és a Matt Groening által készített Futurama című rajzfilmsorozatok egy-egy szereplőjének kölcsönözte a hangját. 2000-ben feltűnt a rövid életű Tucker című sorozatban, majd A mindentudó ház című filmben kapott szerepet, ahol ugyanolyan vörös parókát viselt, amilyet Peggy Bundy szerepéhez is használt, bár a két szereplő teljesen eltért egymástól. 2002 és 2005 között Cate Hennessy szerepében volt látható az 8 Simple Rules című sorozatban, ahol John Ritter feleségét játszotta. Cate az egyik részben találkozik régi középiskolai barátjával, akit Ed O’Neill játszik. Ritter halála nehéz helyzet elé állította a műsor készítőit, így a harmadik évad végén a sorozatot megszakították.
2005-ben vendégszerepelt a Lost és a Ghost Whisperer című sorozatokban. 2006-ban a The Search For The Funniest Mom In America című műsor házigazdája volt és szerepet kapott a Boston Legal harmadik évadában. 2007-ben a mindössze 6 részt megért The Winner utolsó epizódjában volt ismét látható, ahol Josh tanárát alakította.
A 2008-ban indult Sons of Anarchy (Kemény motorosok) Gemmájaként végkép kitört Mrs. Bundy szerepköréből.
Dalszerzőként 1976-ban kezdett tevékenykedni a „The Group With No Name” tagjaként, a Moon over Brooklyn című album készítésénél. Hátsó vokálként közreműködött Gene Simmons, a Kiss basszusgitárosának szólóalbumán is. Énekesként két saját albumot jelentetett meg „Well…” (1994) és „Room” (2004) címmel, melyek nem hoztak komoly üzleti sikert.

## Magánélete
1978 és 1981 között Freddie Beckmeier házastársa volt. 1991-ben teherbe esett, amely váratlanul érte az Egy rém rendes család rendezőit, így a terhességét beleszőtték a sorozatba. Első gyermeke, Ruby halva született. A terhesség a showban egy álomként volt megjelenítve, mert túl fájdalmas lett volna Sagalnak akkor, hogy egy újszülött anyját játssza el. 
Jack White-tal kötött házasságából (1993. november 26. – 2000. július 24.) egy fia és egy lánya született, Sarah Grace és Jackson James White. 2004. október 2-án házasságot kötött színésztársával Kurt Sutterrel, a Kemény zsaruk írójával és rendezőjével, a kaliforniai Los Felizben levő otthonában. Első gyermekük, Esme 2007. január 10-én jött világra béranya közreműködésével.

## Filmográfia

### Film
| Év   | Magyar cím                            | Eredeti cím                              | Szerep                     | Magyar hang        |
| ---- | ------------------------------------- | ---------------------------------------- | -------------------------- | ------------------ |
| 1987 |                                       | Maid to Order                            | Louise                     |                    |
| 1988 | Két szülő közt                        | The Good Mother                          | Ursula                     |                    |
| 2000 |                                       | Dropping Out                             | Wendy                      |                    |
| 2001 | Nincs több suli                       | Recess: School's Out                     | Mrs. Flo Spinelli (hangja) |                    |
| 2002 |                                       | Following Tildy (rövidfilm)              | Connie St. John            |                    |
| 2006 | Szívek hullámhosszán                  | I'm Reed Fish                            | Maureen                    | Borbás Gabi        |
| 2007 |                                       | Futurama: Bender's Big Score             | Leela (hangja)             |                    |
| 2008 |                                       | Futurama: The Beast with a Billion Backs | Leela (hangja)             |                    |
| 2008 |                                       | Futurama: Bender's Game                  | Leela / Leegola (hangja)   |                    |
| 2009 |                                       | Futurama: Into the Wild Green Yonder     | Leela (hangja)             |                    |
| 2009 | Lepattant a fater, zúzzuk le a kecót! | House Broken                             | anya                       | Bertalan Ági       |
| 2009 | Az égig érő paszuly                   | Jack and the Beanstalk                   | Jankó (Jack) anyja         |                    |
| 2014 |                                       | There's Always Woodstock                 | Lee Ann                    |                    |
| 2015 | Tökéletes hang 2.                     | Pitch Perfect 2                          | Katherine                  | Kisfalvi Krisztina |
| 2016 | Vasakarat                             | Bleed for This                           | Louise Pazienza            | Menszátor Magdolna |
| 2022 | Szakadt szívek                        | Torn Hearts                              | Harper Dutch               |                    |

### Televízió
| Év        | Magyar cím                                | Eredeti cím                                   | Szerep                         | Megjegyzések                                                          |
| --------- | ----------------------------------------- | --------------------------------------------- | ------------------------------ | --------------------------------------------------------------------- |
| 1971      |                                           | The Failing of Raymond                        | páciens                        | tévéfilm (Boris Sagal rendezésében)                                   |
| 1972      |                                           | The Bold Ones: The New Doctors                | fiatal nővér                   | tévéfilm                                                              |
| 1973      | Columbo                                   | Columbo                                       | titkárnő                       | 1 epizód                                                              |
| 1974      |                                           | Larry                                         | pénztáros                      | tévéfilm                                                              |
| 1975      |                                           | The Dream Makers                              | munkanélküli menedzser         | tévéfilm                                                              |
| 1985–1986 |                                           | Mary                                          | Jo Tucker                      | 13 epizód                                                             |
| 1987–1997 | Egy rém rendes család                     | Married... with Children                      | Peggy Bundy                    | - főszereplő (260 epizód) - magyar hangja: - Básti Juli - Kovács Nóra |
| 1990      |                                           | Mother Goose Rock 'n' Rhyme                   | Mary Quite Contrary            | tévéfilm                                                              |
| 1990      | Mesék a kriptából                         | Tales from the Crypt                          | Ms. Kilbasser                  | 1 epizód                                                              |
| 1990      |                                           | The Earth Day Special                         | Peggy Bundy                    | különkiadás                                                           |
| 1991      |                                           | She Says She's Innocent                       | Susan Essex                    | tévéfilm                                                              |
| 1995      | Könnyek nyoma                             | Trail of Tears                                | Annie Cook                     | tévéfilm                                                              |
| 1995      |                                           | Duckman: Private Dick/Family Man              | Duckman anyja (hangja)         | 1 epizód                                                              |
| 1996      |                                           | Space Cases                                   | Ma (hangja)                    | 1 epizód                                                              |
| 1997–2001 | Szünet                                    | Recess                                        | Flo Spinelli (hangja)          | 3 epizód                                                              |
| 1998      | Fecsegő tipegők                           | Rugrats                                       | több szereplő hangja           | 1 epizód                                                              |
| 1998      | Jelenetek egy névházasságból              | Chance of a Lifetime                          | Irene Dunbar                   | tévéfilm                                                              |
| 1998      |                                           | Mr. Headmistress                              | Harriet Magnum                 | tévéfilm                                                              |
| 1999      |                                           | No Higher Love                                | Ellen Young                    | tévéfilm                                                              |
| 1999      | A mindentudó ház                          | Smart House                                   | Pat                            | tévéfilm                                                              |
| 1999      | Azok a 70-es évek show                    | That '70s Show                                | Edna Hyde                      | 3 epizód                                                              |
| 1999–2013 | Futurama                                  | Futurama                                      | Leela (hangja)                 | főszereplő (124 epizód)                                               |
| 2000      |                                           | Tucker                                        | Claire Wennick                 | 13 epizód                                                             |
| 2001      |                                           | The Geena Davis Show                          | Ashley                         | 1 epizód                                                              |
| 2002      |                                           | Imagine That                                  | Barb Thompson                  | 2 epizód                                                              |
| 2002–2005 | Pimaszok, avagy kamaszba nem üt a mennykő | 8 Simple Rules for Dating My Teenage Daughter | Cate S. Hennessy               | - főszereplő (76 epizód) - magyar hangja: - Simorjay Emese            |
| 2004      | Ha eljönnek az angyalok                   | When Angels Come to Town                      | Jo                             | - tévéfilm - magyar hangja: - Náray Erika                             |
| 2004–2006 |                                           | Higglytown Heroes                             | Monica a rendőr                | 3 epizód                                                              |
| 2005      | Balfék gengszterek                        | Three Wise Guys                               | Shirley Crown                  | tévéfilm                                                              |
| 2005      | Tinipaparazzók                            | Campus Confidential                           | Naomi Jacobs                   | tévéfilm                                                              |
| 2005      | Szellemekkel suttogó                      | Ghost Whisperer                               | Francie Lewis                  | 1 epizód                                                              |
| 2005–2007 | The Shield – Kemény zsaruk                | The Shield                                    | Nancy Gilroy                   | 2 epizód                                                              |
| 2005–2010 | Lost – Eltűntek                           | Lost                                          | Helen Norwood                  | 4 epizód                                                              |
| 2006      | Boston Legal – Jogi játszmák              | Boston Legal                                  | Barbara Little                 | 5 epizód                                                              |
| 2006      |                                           | The Search for the Funniest Mom in America    | házigazda                      | realityshow                                                           |
| 2007      |                                           | The Winner                                    | Lydia Berko                    | 1 epizód                                                              |
| 2008      |                                           | Eli Stone                                     | Marci Klein                    | 2 epizód                                                              |
| 2008      | CSI: A helyszínelők                       | CSI: Crime Scene Investigation                | Annabelle Bundt/Natasha Steele | 1 epizód                                                              |
| 2008–2014 | Kemény motorosok                          | Sons of Anarchy                               | Gemma Teller Morrow            | - főszereplő (92 epizód) - magyar hangja: - Vándor Éva                |
| 2010      |                                           | Chadam                                        | Sandy (hangja)                 | websorozat (8 epizód)                                                 |
| 2013      | Glee – Sztárok leszünk!                   | Glee                                          | Nancy Abrams                   | 1 epizód                                                              |
| 2014–2015 | Parkműsor                                 | Regular Show                                  | Mordecai anyja (hangja)        | 2 epizód                                                              |
| 2014–2015 |                                           | A to Z                                        | narrátor (hangja)              | 13 epizód                                                             |
| 2014      | A Simpson család                          | The Simpsons                                  | Leela (hangja)                 | 1 epizód                                                              |
| 2015      | A halál kardja                            | The Bastard Executioner                       | Annora of the Alders           | 10 epizód                                                             |
| 2016      | Agymenők                                  | The Big Bang Theory                           | Susan (Penny anyja)            | 1 epizód                                                              |
| 2016      | Rólunk szól                               | This Is Us                                    | Lanie Schultz                  | 1 epizód                                                              |
| 2016–2017 | Brooklyn 99 – Nemszázas körzet            | Brooklyn Nine-Nine                            | Karen Peralta                  | 2 epizód                                                              |
| 2017      |                                           | Dirty Dancing                                 | Vivian Pressman                | tévéfilm                                                              |
| 2017–2018 |                                           | Superior Donuts                               | Randy DeLuca                   | állandó szereplő (34 epizód)                                          |
| 2018      | Szilaj, a szabadon száguldó               | Spirit Riding Free                            | Butch LePray (hangja)          | 4 epizód                                                              |
| 2018      | Mayans M.C.                               | Mayans M.C.                                   | Gemma Teller-Morrow            | 1 epizód                                                              |
| 2018–     |                                           | The Conners                                   | Louise                         | visszatérő szereplő                                                   |
| 2018–2019 | Shameless – Szégyentelenek                | Shameless                                     | Dr. Ingrid Jones               | 3 epizód                                                              |
| 2019      | Grand Hotel Miami                         | Grand Hotel                                   | Teresa                         | 3 epizód                                                              |
| 2020–2022 | Halott vagy                               | Dead to Me                                    | Eleanor Hale                   | 3 epizód                                                              |
| 2021      |                                           | Rebel                                         | Annie "Rebel" Bello            | főszereplő                                                            |
| 2022      | Hazudj!                                   | Tell Me Lies                                  | Nora                           | 2 epizód                                                              |

## Díjak és jelölések

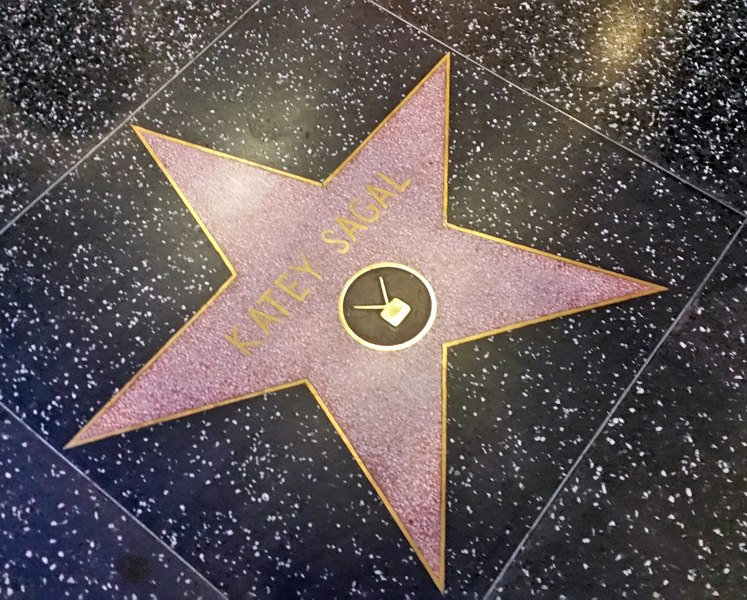
Sagal csillaga a Hollywoodi hírességek sétányán.

- Golden Globe jelölés (legjobb színésznő vígjáték sorozatban, 1990)
- American Comedy Award (1990, 1992)
- Golden Globe díj (legjobb színésznő sorozatban - 2011)